# ۱۳۸۲ (قمری)
۱۳۸۲ (قمری)، هزار و سیصد و هشتاد و دومین سال در گاهشماری هجری قمری است. اول محرم این سال برابر با چهارم ژوئن سال ۱۹۶۲ میلادی است.

## درگذشتگان
- ۱۰ صفر - سید عبدالهادی شیرازی، از مراجع تقلید شیعه